# Großhennersdorf
Großhennersdorf là một đô thị tự trị trong huyện Görlitz, trong bang tự do Sachsen, nước Đức.
Nó nằm trên tuyến đường Bundesstraße 178 nối giữa Löbau và Zittau.
Thị trấn được thành lập năm 1296. Những vùng tự trị nhỏ bao gồm Großhennersdorf, Neundorf, Schönbrunn, Euldorf và Heuscheune.